# Hozan
Hozan ist ein kurdischer männlicher Vorname mit der Bedeutung „das Lied“.

## Namensträger
- Hozan Diyar (* 1966), kurdischer Sänger